# Ecnomus gedrosicus
Ecnomus gedrosicus är en nattsländeart som beskrevs av Schmid 1959. Ecnomus gedrosicus ingår i släktet Ecnomus och familjen trattnattsländor. Inga underarter finns listade i Catalogue of Life.